# 空山玄東
空山 玄東（くうざん げんとう、天正11年（1583年）- 寛永16年（1639年）12月21日）は、江戸時代の臨済宗の僧侶。
丹波国氷上郡竹田余田村に生まれる。長安寺（京都府福知山市）の世寿山和尚の甥。